# Tereza Smitková
Tereza Smitková (Hradec Králové, 10 oktober 1994) is een tennisspeelster uit Tsjechië.
Zij begon op zevenjarige leeftijd met tennis Haar favoriete ondergrond is hardcourt en gras. Zij speelt rechtshandig en heeft een tweehandige backhand.
Smitková debuteerde in 2010 op het ITF-toernooi van Praag (Tsjechië). Zij stond in 2011 voor het eerst in een finale, op het ITF-toernooi van Iława (Polen) – zij verloor van de Noorse Ulrikke Eikeri. In 2012 veroverde Smitková haar eerste titel, op het ITF-toernooi van Stuttgart (Duitsland), door de Oekraïense Maryna Zanevska te verslaan.
Tot op hedenoktober 2015 won zij vier ITF-titels, de meest recente in 2014 in Qarshi (Oezbekistan).
Later in 2014 plaatste zij zich via het kwalificatietoernooi voor Wimbledon op het vrouwenenkelspeltoernooi en bereikte de vierde ronde. Eind 2014 won zij haar eerste WTA-toernooi, dat van Limoges.
In 2015 vertegenwoordigde zij haar land bij de Fed Cup. Het Tsjechische team speelde in de eerste ronde van Wereldgroep I tegen Canada, en won alle partijen. Smitková versloeg Gabriela Dabrowski met 6-1 en 6-2.

## Palmares
| Legenda                 |
| ----------------------- |
| Grandslamtoernooi       |
| Olympische Spelen       |
| Year-End Championships  |
| Premier Mandatory       |
| Premier Five / WTA 1000 |
| Premier / WTA 500       |
| International / WTA 250 |
| Challenger / WTA 125    |

### WTA-finaleplaatsen enkelspel
| nr.              | finale     | toernooi    | ondergrond    | tegenstandster      | score    |         |
| ---------------- | ---------- | ----------- | ------------- | ------------------- | -------- | ------- |
| gewonnen finales |            |             |               |                     |          |         |
| 1.               | 2014-11-09 | WTA Limoges | hardcourt (i) | Kristina Mladenovic | 7-6, 7-5 | details |

## Resultaten grandslamtoernooien
| Legenda | Legenda                          |
| ------- | -------------------------------- |
| g.t.    | geen toernooi gehouden           |
| l.c.    | lagere categorie                 |
| –       | niet deelgenomen                 |
| G       | uitgeschakeld in de groepsfase   |
| 1R      | uitgeschakeld in de eerste ronde |
| 2R      | uitgeschakeld in de tweede ronde |
| 3R      | uitgeschakeld in de derde ronde  |
| 4R      | uitgeschakeld in de vierde ronde |
| KF      | uitgeschakeld in de kwartfinale  |
| HF      | uitgeschakeld in de halve finale |
| F       | de finale verloren               |
| W       | het toernooi gewonnen            |
| w-v     | winst/verlies-balans             |

### Enkelspel
| Toernooi        | 2014 | 2015 |
| --------------- | ---- | ---- |
| Australian Open | –    | 2R   |
| Roland Garros   | –    | 2R   |
| Wimbledon       | 4R   | 1R   |
| US Open         | 1R   | 2R   |

### Vrouwendubbelspel
| Toernooi        | 2014 | 2015 |
| --------------- | ---- | ---- |
| Australian Open | –    | –    |
| Roland Garros   | –    | 1R   |
| Wimbledon       | –    | 1R   |
| US Open         | 1R   | –    |